# United Nations Volunteers
United Nations Volunteers (UNV) är en internationell organisation inom FN, grundad 1970. 
Den verkar för att gynna fred och utveckling genom internationell volontärarbete. 